# Guglielma I di Pallars Sobirà
Guglielma I di Pallars Sobirà (in spagnolo Guillelma, in catalano Guillema, in francese Guillaumine; 1180/90 – Vallbona de les Monges, 1250 circa) Contessa di Pallars Sobirà dal 1199 al 1229; inoltre signora di Eril, all'inizio del secolo XIII, per una decina di anni circa e poi Viscontessa consorte di Carcassonne e di Couserans, dal 1210/5 al 1229. Fu l'ultima discendente del casato di Raimondo I.

## Origine
Secondo la Foundation for Medieval Genealogy Guglielma era figlia del sesto Conte di Pallars Sobirà, Artaldo IV e di Guglielma, di cui non si conoscono gli ascendenti, mentre secondo altre fonti era figlia del settimo Conte di Pallars Sobirà, Bernardo III e di una donna di cui non si conoscono né il nome né gli ascendenti.

Secondo il documento n° 147 del El Monestir de Santa Maria de Gerri (segles XI-XV) Collecció Diplomática, II (non consultato), Artaldo era il figlio primogenito del quinto Conte di Pallars Sobirà, Artaldo III e di Ines o Agnese, di cui non si conoscono gli ascendenti.

Secondo il documento n° 179 del El Monestir de Santa Maria de Gerri (segles XI-XV) Collecció Diplomática, II (non consultato), Bernardo era il figlio primogenito del sesto Conte di Pallars Sobirà, Artaldo IV e di Guglielma, di cui non si conoscono gli ascendenti.

## Biografia
Nel gennaio 1174, suo padre (o nonno), Artaldo IV, firmò con Raimondo V Conte di Pallars Jussà, un accordo di mutuo soccorso contro ogni avversario, tranne il conte di Barcellona e re di Aragona, ed i suoi fedeli; questa clausola dell'alleanza rivela la schiacciante superiorità della casa dei conti di Barcellona rispetto ai suoi pari e l'esistenza di una mentalità secondo la quale i sovrani di Barcellona erano allo stesso tempo signori della Catalogna.
Non si conosce la data esatta della morte di Artaldo IV, che morì intorno al 1182 e suo fratello (o padre) Bernardo gli succedette come Bernardo III, molto probabilmente sotto tutela della madre, Guglielma, in quanto ancora minorenne.
Non si conosce la data esatta della morte di Bernardo III, che morì intorno al 1199 e gli succedette la sorella (o figlia), Guglielma, come Guglielma I, sotto tutela della madre (o nonna) Guglielma.
Guglielma viene citata come contessa in due documenti del El Monestir de Santa Maria de Gerri (segles XI-XV) Collecció Diplomática, II (non consultati):

 n° 192, datato 1204, assieme alla figlia, anche lei di nome Guglielma e al primo marito, Guglielmo di Eril (domine Guilelme comitisse Paliarensis et filie sue Guilelme et Guilelmi d´Eril mariti sui)

 n° 196, datato 1205, ancora assieme alla figlia, Guglielma e al primo marito, Guglielmo di Eril (Guilelma…Palearensis comitissa et…Guilelma filia eius et…Guilelmus de Eri).
Guglielma la troviamo citata nel documento n° 203 del El Monestir de Santa Maria de Gerri (segles XI-XV) Collecció Diplomática, II (non consultato), datato 1221, inerente ad una donazione di Guglielma (domina Gylelma…comitissa Pallarensis) assieme al secondo marito, Ruggero di Couserans (domini Rogerii Palarensis comitis).
Dato che non aveva dato figli al secondo marito, nel 1229 decise di vendere la contea allo stesso, Ruggero di Couserans, per 15.000 marabotinos d'oro; la vendita della contea (comitatum Paliarensem) da parte di Guglielma (Guillelma comitissa Paliarensis) a Ruggero, conte di Pallars Sobirà (Rogerio Convenarum, comiti Paliarensi) viene confermata nel documento n° 212 del El Monestir de Santa Maria de Gerri (segles XI-XV) Collecció Diplomática, II (non consultato), datato 6 marzo 1229. Ruggero divenne il Conte di Pallars Sobirà, Ruggero I.

La vendita fu ratificata nel 1231, anno in cui Guglielma compare, per l'ultima volta citata in un documento.
Guglielma si ritirò nel monastero di Vallbona de les Monges, dove morì verso il 1250.

## Matrimoni e discendenza
Guglielma, verso il 1200, aveva sposato il signore di Eril, Guglielmo, come viene confermato anche dai documenti n° 192 e 196 del El Monestir de Santa Maria de Gerri (segles XI-XV) Collecció Diplomática, II (non consultati).
Guglielma a Guglielmo di Eril diede una figlia:
- Guglielma di Eril († dopo il 1205), citata nei documenti n° 192 e 196 del El Monestir de Santa Maria de Gerri (segles XI-XV) Collecció Diplomática, II (non consultati)[11].

Dopo essere rimasta vedova, Guglielma sposò, in seconde nozze, il visconte di Carcassonne e di Couserans, Ruggero di Couserans, come viene confermato dal documento n° 203 del El Monestir de Santa Maria de Gerri (segles XI-XV) Collecció Diplomática, II (non consultato).

Guglielma a Ruggero non diede figli.